# Idiocnemis obliterata
Idiocnemis obliterata – gatunek ważki z rodziny pióronogowatych (Platycnemididae).